# Fred Rodrigues
Frederico Rodrigues de Oliveira (Rio de Janeiro, 4 de abril de 1949 – 29 de maio de 2022), mais conhecido como Fred Rodrigues, foi um futebolista brasileiro que atuava como zagueiro.

## Carreira
Foi um dos selecionados para defender a Seleção Brasileira Olímpica nos Jogos Olímpicos de Verão de 1972.
Defendeu as cores do Flamengo de 1970 a 1975, tendo entrado em campo em 108 jogos (52 vitórias, 33 empates e 23 derrotas). Foi campeão carioca em 1972 e 1974.
Jogou ainda pelo Volta Redonda e equipes do Peru, Colômbia, Honduras e Portugal.

### Seleção Brasileira
Atuou em 13 jogos com a camisa amarela.

## Títulos
Flamengo
- Taça Guanabara(2): 1972 e 1973.

- Campeonato Carioca(2): 1972 e 1974

Seleção Olímpica
- Torneio Pré-Olímpico: 1971.